# Ferry Sikla
Ferry Sikla, né le 11 mars 1865 à Hambourg et mort le 8 février 1932  à Dresde, est un acteur allemand.

## Filmographie partielle

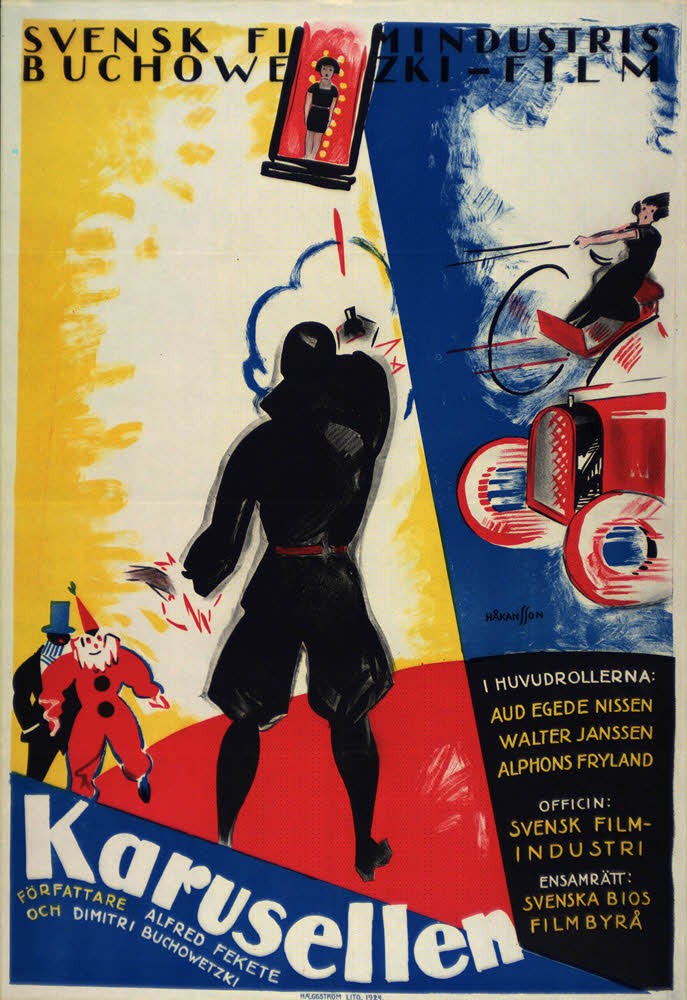
Affiche suédoise de Carrousel, film de 1923 où joua Ferry Sikla.

- 1918 : Je ne voudrais pas être un homme d'Ernst Lubitsch
- 1919 : Alkohol d'Ewald André Dupont et Alfred Lind
- 1920 : Whitechapel d'Ewald André Dupont
- 1920 : So ein Mädel d'Urban Gad
- 1923 : La Cible vivante de Dimitri Buchowetzki
- 1923 : Tragödie der Liebe de Joe May
- 1923 : Tout pour l'or (Alles für Geld) de Reinhold Schünzel
- 1928 : Unfug der Liebe de Robert Wiene